# Österrikare
Österrikare kan också syfta på en anhängare av den nationalekonomisk inriktningen österrikiska skolan.
En österrikare är en mansperson som härstammar från Österrike. I plural avser ordet både män och kvinnor. Majoriteten av österrikarna har tyska som modersmål, men mindre populationer talar även slovenska,  ungerska och kroatiska.